# 다케우치 유코
다케우치 유코(竹内 結子, 1980년 4월 1일~2020년 9월 27일)는 일본의 여배우이다. 사이타마현 우라와시 (現 사이타마시 미나미구) 출신. 생전 소속은 스타더스트 프로모션이다. 신장은 164cm, 혈액형은 A형이다. 2020년 9월 27일 2시경 자택에서 숨진 채 발견되었고, 조사 결과 사인은 자살로 판명되었다.(자세한 내용은 #사망에 대해 문단 참조하십시오.) 사망시의
남편은 배우 나카바야시 타이키. 슬하에 2남을 두었으며, 전 남편은 배우 나카무라 시도이다.(두 사람 사이에는 장남이 있다.)
일본을 대표하는 여배우 중 한 명으로, 드라마·영화·무대 등에서 폭넓게 활약하고 사랑 받으면서 연기력면에서도 널리 인정 받았다.

## 약력
중학교를 졸업하고 바로 봄 방학 때, 도쿄 하라주쿠에서 스카우트되어 현 사무소인 스타더스트 프로모션에 소속하게 된다.
1995년 일본 대장성으로 CM 데뷔.
1996년, 도모토 코이치 주연의 드라마 《신·목요일의 괴담 Cyborg》(후지 TV)에서 쾌활한 여고생 역할로 배우 데뷔했다. 이후 수 많은 드라마와 영화 등에 출연, 1999년에 방송된 NHK 연속 TV 소설 《아스카》, 2001년에 방송된 텔레비전 드라마 《하얀 그림자》(TBS)에서 각각 히로인 역을 맡아 널리 알려지게 되었다. 그 다음 해에 방송된 《런치의 여왕》은 후지 TV 게츠쿠에서 첫 주연을 맡았다. 트렌디 드라마의 시대가 끝나고 여배우들이 설 자리가 줄어들던 시대가 계속되는 가운데 몇 안되는 실력파로 주목받게 되었다.
2003년에 공개된 영화 《환생》에 출연했을 무렵에는 〈울고 싶은 밤에는 다케우치 유코〉라는 캐치프레이즈 포스터가 도호에 의해 작성되었다. 2005년 6월에 공개된 영화 《지금, 만나러 갑니다》로 제28회 일본 아카데미상 우수 여우주연상을 수상했다.(이는 전년도 《환생》에 이은 2년 연속 수상이다)
2007년에 공개된 주연 영화 《사이드카의 개》에서의 연기는 높이 평가되어 키네마 준보 베스트 텐 여우주연상, 일본 영화 비평가 대상 여우주연상 등 많은 상을 수상했다.
2008년, 게츠쿠 드라마 《장미 없는 꽃집》에 여주인공으로 출연, 3년만에 드라마에 복귀했다. 이듬해 2009년에는 미국 ABC 제작의 텔레비전 드라마 《플래시 포워드》에 출연했다.
2010년, 스페셜 드라마 《스트로베리 나이트》로 주연을 맡아 첫 형사 역에 도전했다.
2014년, 미타니 코키 작·연출의 무대 《그대와 함께라면》에서 주연을 맡아 무대에 첫 도전했다.
2015년, 주연 영화 영화 《잔예 -살아서는 안되는 방-》이 제28회 도쿄 국제 영화제 경쟁 부문에 출품되었다. 2016년에는 《사나다마루》에서 요도도노 역을 연기하며 NHK 대하드라마에 첫 출연.
2018년, Hulu와 HBO 아시아 최초의 국제 공동 제작 드라마 《미스 셜록 / Miss Sherlock》 여성판 셜록 홈즈를 연기해 Hulu에서 전달되었으며, HBO에서도 전세계 19개국에서 방송되었다.
2020년 7월 23일 《컨피던스 맨 JP -프린세스편-》가 공개. 전작 《컨피던스 맨 JP -로맨스편-》에 이어 란 리우 역할을 연기했다. 본작은 흥행수익 38억엔의 대히트를 기록, 다케우치의 유작이 되었다.

### 개인사
2005년 6월 영화 《지금, 만나러 갑니다》에서 공연한  나카무라 시도와 결혼. 임신도 발표하면서 같은 해 11월에 첫 아이가 되는 남자아이를 출산했다.
2008년 2월에 나카무라와 이혼을 발표, 양육권은 다케우치가 가져갔다.
2019년 2월 27일에는 소속사 후배의 배우 나카바야시 타이키와 재혼을 보고했다. 2019년 8월 28일, 두 번째 아이를 임신하고 있는 것이 알려졌다. 다음 해 1월 말에 남자아이를 출산했다.

### 사망에 대해
2020년 9월 27일 2시경 일본 도쿄도의 집에서 실신한 상태로 남편 나카바야시 타이키에 의해 발견되어 병원에서 사망이 확인되었다. 자택에서 자살한 것으로 최종 판명되었으며, 유서는 발견되지 않았다. 보도에서는 발견시는 목을 맨 상태로, 장소는 침실(옷장)이었다고 보도했다.
생전에는 2016년에 발생한 구마모토 지진 피해 지역에 대한 지원을 4년간 계속했다. 다케우치는 사이타마 출신이지만 2003년에 출연한 《환생》의 촬영지가 피해 지역이었기 때문에 그것을 인연으로 매월 지원을 계속 했고 사망한 달에도 기부금이 입금되어 있었다고 한다.

## 인물·교우 관계
- 생전에 공표되는 일은 거의 없었지만, 중학교 2학년 때 어머니가 사망했다.[19](단, 브레이크 전인 18세 때 사쿠라이 아미의 《서프·스플래시》의 해설을 집필했을 때, 이곳에서 약간은 언급하고 있다.)[20][21][주 2]

- 우라와 시립 시라하타 중학교, 사이타마 현립 니이자북 고등학교 졸업했다.

- 연애물 출연이 많은 것으로부터, 스포츠지에 〈연애물의 여왕〉이라고 쓰여진 적도 있다. 특히 ‘일본의 맥 라이언’으로 잡지에서 평 되거나 또 네기시 키치타로 감독은 ‘일본의 오드리 헵번’으로 평가했다.

- 소속사 후배인 시바사키 코우는, 《와랏테 이이토모! 「텔레폰 쇼킹」》(2009년 3월 9일 방송)을 계기로 식사를 함께하면서 사이가 친밀해졌다. 자신의 스페셜 드라마 《스트로베리 나이트》의 주제가인 시바사키 코우의 〈EUPHORIA〉의 PV에 우정 출연. 또한 시바사키의 첫 일본무도관 공연의 라이브에도 발길을 옮기고 있다. 하네다 미치코는 《텔레폰 쇼킹》에 자케우치가 나올 때마다 꽃을 선물하고 있다. 칸지야 시호리는 《제너럴 루주의 개선》에 함께 공연한 이후로 사이가 좋다.[22] 이모토 아야코는 무대 공연 이후에 다케우치의 집에 묵으러 오는 등 사이가 좋다. 다케우치가 유일하게 인스타그램을 팔로잉한 절친한 친구였다.[23]

## 출연 작품
역할의 굵은 글씨는 주연 작품

### 텔레비전 드라마
| 방송일자                       | 제목                                                   | 역할                      | 방송사            | 비고        |
| ------------------------------ | ------------------------------------------------------ | ------------------------- | ----------------- | ----------- |
| 1996년 10월 17일~11월 21일     | 신·목요일의 괴담 Cyborg                                | 이마무라 유카             | 후지 TV           | 데뷔작      |
| 1997년 5월 13일·20일           | 좋은 사람. 제5화·제6화                                 | 하야시다 마키             | 간사이 TV·후지 TV |             |
| 1997년 9월 10일                | shin-D 〈여름의 분실물〉 제2화                         |                           | NTV               |             |
| 1998년 7월 6일~9월 14일        | 얼어붙는 여름                                          | 모리구치 쥰코             | 요미우리 TV·NTV   |             |
| 1998년                         | 세츠나이 the 19th tale 〈선향불꽃〉                    | 타시마 세이코             | TV 아사히         |             |
| 1998년 8월 28일                | 위험한 형사 포에버 TV스페셜 '98                        | 후부키 아스카             | NTV               |             |
| 1998년 9월 24일                | 테라우치 칸타로 일가 '98 가을 스페셜                   | 카와치 미스즈             | TBS               |             |
| 1998년 10월 11일~12월 20일     | 나니사맛!                                              | 기무라 유리               | TBS               |             |
| 1999년 4월 12일~6월 28일       | 로맨스                                                 | 쿠라사와 코토에           | 요미우리 TV·NTV   |             |
| 1999년 10월 4일~2000년 4월 1일 | 연속 TV 소설 〈아스카〉                                | 미야모토 아스카           | NHK               | 첫 주연작   |
| 2000년 7월 7일~9월 15일        | Friends                                                | 마츠노 미유키             | TBS               |             |
| 2000년 8월 29일                | 백년의 이야기 제2밤 〈전후편·사랑은 슬픔을 넘어〉      | 나가이 토시코             | TBS               |             |
| 2000년 10월 12일~12월 14일     | 스타일!                                                | 사카키바라 시오리(히로인) | TV 아사히         |             |
| 2001년 1월 14일~3월 18일       | 하얀 그림자                                            | 시무라 노리코(히로인)     | TBS               |             |
| 2003년 1월 2일                 | 하얀 그림자 그 이야기의 시작과 생명의 기억             |                           | TBS               |             |
| 2001년 4월 12일~6월 28일,      | 데릴사위                                               | 아라이 사쿠라(히로인)     | 후지 TV           |             |
| 2001년 10월 7일~12월 16일      | 학교 선생님                                            | 아사쿠라 모토코(히로인)   | TBS               |             |
| 2002년 7월 1일~9월 16일        | 런치의 여왕                                            | 무기타 나츠미             | 후지 TV           |             |
| 2003년 4월 13일~6월 22일       | 웃는 얼굴의 법칙                                       | 쿠라사와 유미             | TBS               |             |
| 2003년 12월 23일               | 바르샤바의 가을                                        | 아오키 요코               | 간사이 TV·후지 TV |             |
| 2004년 1월 12일~3월 22일       | 프라이드                                               | 무라세 아키(히로인)       | 후지 TV           |             |
| 2004년 3월 30일                | 신 뉴욕 사랑 이야기                                    | 후지쿠라 에이코(히로인)   | 후지 TV           |             |
| 2005년 1월 17일~3월 28일       | 기분이 안좋은 진                                       | 아오이 요시코             | 후지 TV           |             |
| 2008년 1월 14일~3월 24일       | 장미 없는 꽃집                                         | 시라토 미오(히로인)       | 후지 TV           |             |
| 2009년                         | 플래시 포워드                                          | 케이코                    | ABC               | 미국 드라마 |
| 2010년 7월 19일~9월 20일       | 여름의 사랑은 무지개색으로 빛난다                      | 키타무라 시오리(히로인)   | 후지 TV           |             |
| 2010년 11월 13일               | 스페셜 드라마 〈스트로베리 나이트〉                    | 히메카와 레이코"'         | 후지 TV           |             |
| 2011년 11월 5일                | 멋진 몰래카메라 ~완전무결의 콩셰르주~                  | 요리 연구가               | 후지 TV           |             |
| 2012년 1월 10일~3월 20일       | 스트로베리 나이트                                      | 히메카와 레이코           | 후지 TV           |             |
| 2013년 1월 26일                | 스트로베리 나이트 애프터 더 인비저블 레인              | 히메카와 레이코           | 후지 TV           |             |
| 2013년 3월 1일                 | 금요로드SHOW! 특별 드라마 기획 제2탄 〈치프 플라이트〉 | 아이자와 미하루'"'        | NTV               |             |
| 2013년 10월 2일~12월 11일      | 단다린 노동기준감독관                                  | 단다 린                   | NTV               |             |
| 2013년 12월 29일               | 드라마W 미타니 코키 〈대공항 2013〉                    | 주연'                     | WOWOW             |             |
| 2014년 1월 19일                | 마츠모토 세이쵸 검은 복음~국제선 스튜어디스 살인사건~  | 에바라 야스코             | TV 아사히         |             |
| 2015년 1월 16일                | 상류 계급 ~후쿠마루 백화점 외상부~                     | 사메지마 세이조           | 후지 TV           |             |
| 2015년 2월 7일                 | 복수 법정                                              | 오가타 노부코(히로인)     | TV 아사히         |             |
| 2015년 6월 23일                | 이랬을지도 모를 여배우들                               | 다케우치 유코             | 후지 TV           |             |
| 2015년 11월 28일               | 기묘한 이야기 25주년 기념! 가을 2주 연속 SP~ 〈상자〉  | 요시노 사쿠코             | 후지 TV           | [ 24 ]      |
| 2016년 4월 10일~12월 18일      | 대하드라마 〈사나다마루〉                              | 요도도노                  | NHK               | [ 13 ]      |
| 2016년 10월 10일               | 이랬을지도 모를 여배우들 2016                          | 다케우치 유코             | 후지 TV           |             |
| 2017년 1월 15일~3월 19일       | A LIFE~사랑스러운 사람~                                | 단죠 미후유(히로인)       | TBS               |             |
| 2018년 3월 18일~4월 22일       | 이노센트 데이즈                                        | 다나카 유키(히로인)       | WOWOW             | [ 25 ]      |
| 2019년 1월 10일~3월 14일       | 스캔들 전문 변호사 QUEEN                               | 히미 코우                 | 후지 TV           | [ 26 ]      |

### 영화
| 개봉일자         | 제목                          | 역할                      | 배급사                 | 비고          |
| ---------------- | ----------------------------- | ------------------------- | ---------------------- | ------------- |
| 1998년 1월 31일  | 링                            | 오오이시 토모코           | 도호                   |               |
| 1998년 10월 3일  | 이노센트 월드                 | 타마이즈미 아미(히로인)   | 토호쿠 신샤            |               |
| 1999년 5월 15일  | 빅 쇼! 하와이에 부르면        | 다카하시 사토미           | 도호                   |               |
| 2003년 4월 12일  | 별에 소원을.                  | 아오시마 카나             | 도호                   |               |
| 2003년 1월 18일  | 환생                          | 타치바나 아오이(히로인)   | 도호                   |               |
| 2004년 6월 5일   | 천국의 책방~연화              | 나가세 카나코/히야마 쇼코 | 쇼치쿠                 |               |
| 2004년 10월 30일 | 지금, 만나러 갑니다           | 아이오 미오               | 도호                   |               |
| 2005년 10월 29일 | 봄의 눈                       | 아야쿠라 사토코(히로인)   | 도호                   |               |
| 2007년 6월 23일  | 사이드카의 개                 | 요코                      | 비타즈 엔드            |               |
| 2007년 10월 13일 | 초콜릿이 본 세계              | 하츠코 (초콜릿)           | 티 조이 / 쇼게이트     |               |
| 2007년 9월 29일  | 클로즈드 노트                 | 마노 이부키               | 도호                   |               |
| 2007년 11월 23일 | 미드나이트 이글               | 아리사와 케이코(히로인)   | 쇼치쿠                 |               |
| 2008년 2월 9일   | 바티스타 수술 팀의 영광       | 타구치 키미코             | 도호                   |               |
| 2009년 3월 7일   | 제너럴 루주의 개선            | 다구치 키미코             | 도호                   |               |
| 2009년 11월 14일 | 울지 않아                     | 야마기시 테츠코(히로인)   | 도호                   |               |
| 2010년 1월 30일  | 골든 슬럼버                   | 히구치 하루코(히로인)     | 도호                   |               |
| 2010년 6월 12일  | FLOWERS -플라워-              | 카오루                    | 도호                   |               |
| 2011년 1월 15일  | 나와 아내의 1778가지 이야기   | 마키무라 세츠코(히로인)   | 도호                   |               |
| 2011년 10월 1일  | 하야부사/HAYABUSA             | 미즈사와 메구미           | 20세기 폭스            |               |
| 2011년 10월 29일 | 멋진 악몽                     | 야베 쿄카/히노 후코 (2역) | 도호                   |               |
| 2012년 4월 7일   | 포테이토칩                    | 통행인                    | 쇼게이트               | 엑스트라 출연 |
| 2013년 1월 26일  | 극장판 스트로베리 나이트      | 히메카와 레이코           | 도호                   |               |
| 2014년 10월 11일 | 이상한 곶 이야기              | 류자키 미도리             | 도에이                 |               |
| 2016년 1월 30일  | 잔예 -살아서는 안되는 방-     | 「나」                    | 쇼치쿠                 | [ 29 ]        |
| 2016년 5월 14일  | 나으리, 이자이옵니다!         | 토키                      | 쇼치쿠                 | [ 30 ]        |
| 2016년 6월 18일  | 크리피: 일가족 연쇄 실종 사건 | 야스코                    | 쇼치쿠 / 아스믹 에이스 | [ 31 ]        |
| 2018년 10월 26일 | 여행 고양이 리포트            | 코지마 노리코             | 쇼치쿠                 |               |
| 2019년 5월 17일  | 컨피던스 맨 JP -로맨스편-     | 란 리우 (스타)            | 도호                   |               |
| 2019년 5월 31일  | 조금씩, 천천히 안녕           | 이마무라 마리             | 아스믹 에이스          |               |
| 2019년 11월 22일 | 결산! 츄신 구라               | 리쿠                      | 쇼치쿠                 | [ 32 ]        |
| 2020년 7월 23일  | 컨피던스 맨 JP -프린세스편-   | 란 리우 (스타)            | 도호                   | 유작          |

### 무대
| 공연일자        | 제목                                                                          | 역할                                  | 장소           | 비고 |
| --------------- | ----------------------------------------------------------------------------- | ------------------------------------- | -------------- | ---- |
| 2014년          | 그대와 함께라면 〈Nobody Else But You〉                                       | 코이소 아유미                         | 빈칸           |      |
| 2016년 9월 14일 | 스지나시 BLITZ 극장 Vol.4                                                     | 게스트 출연 (무대 설정 : 라디오 부스) | 아카사카 BLITZ |      |
| 2018년 1월 14일 | 파르코 뮤직 스테이지 KOKI MITANI'S SHOW GIRL 〈쇼걸 Vol.2 ~고백해버려, you~〉 | 게스트 출연                           | EX 극장 롯폰기 |      |

### 극장판 애니메이션
| 개봉/방송일자   | 제목          | 역할                  | 배급사/방송사        | 비고                                |
| --------------- | ------------- | --------------------- | -------------------- | ----------------------------------- |
| 2015년 7월 18일 | 인사이드 아웃 | 기쁨 (에이미 폴러 분) | 월트 디즈니 스튜디오 | 미국 장편 애니메이션, 일본어판 더빙 |

### 외화 더빙
| 개봉/방송일자 | 제목     | 역할                                | 배급사/방송사                          | 비고                                       |
| ------------- | -------- | ----------------------------------- | -------------------------------------- | ------------------------------------------ |
| 2001년        | 타이타닉 | 로즈 드윗 부카더 (케이트 윈슬렛 분) | 후지 TV 「골든 타임」 일본 특별 편집판 | 미국 영화, 일본 지상파(일본어판 더빙 버전) |

### WEB·전달 드라마
- 미스 셜록 / Miss Sherlock (2018년 4월 27일~6월 15일, Hulu × HBO 아시아) - 셜록 역[34]

## 그 외 출연

### 교양·다큐멘터리
- 세계 우르룬 체재기 (1999년 2월 21일, 마이니치 방송)[35]
- 멋진 우주선 지구호 (2002년, TV 아사히) - 내레이션
- 세계가 만약 100명의 마을이라면 (2009년, 후지 TV) - 내레이션
- 더 논픽션 (2011년, 후지 TV) - 내레이션
  - 특수 청소부의 결혼 ~〈고독사〉가 가르쳐 준 것 (2013년 1월 20일, 2014년 5월 4일) ※NY 페스티벌 금상 수상 특선 버전
- 에코의 작법 ~내일의 아름다운 생활 방식으로~ (2011년 4월~2014년 10월, BS 아사히) - 내레이션
- EARTH friendly 스페셜 극북의 성스러운 강을 내려가다 (2012년 8월, BS아사히) - 내레이션
- 츠루베 가족에 건배 스페셜 〈다케우치 유코 뉴칼레도니아〉 (2014년 8월 11일, NHK 종합)
- 한 방울의 저편 (2016년 4월 2일~2018년 9월 29일, BS후지) - 내레이션
- 토코로 씨의 메가텐! (2016년 9월 4일~2020년 4월 19일, NTV) - 장기 실험 시리즈 기획 〈과학의 마을〉 내레이션 (부정기)[36]

### 라디오
- 라디오 드라마 《라디오 극단 「작은 기적」》 (2010년, TOKYO FM) - 나카지마 마키코/오다 카요 역
- 다케우치 유코의 올 나이트 닛폰 GOLD (2013년 2월 1일, 닛폰 방송)

### PV
- 야마모토 타츠히코 〈네가 어른이 되는 거리 (君が大人になる街)〉 (1996년) - 1996년 〈일본 대장성 관동 재무국 「국유택지」〉 CM 송
- 시바사키 코우 〈EUPHORIA〉 (2010년) - 후지 TV 《스트로베리 나이트》 주제가

### 광고 (CM)
- 일본 대장성 (現 재무성) 〈국유택지〉 (1995년)
- 가르비 〈포테이토칩〉 (1995년)
- 저스트 시스템 〈이치타로〉 (1996년)
- 롯데리아 (1996년)
- 오츠카 제약 〈MATCH〉 (1996년)
- 존슨앤드존슨 재팬 〈johnson's baby 로션〉 (1996년)
- 닌텐도 〈NINTENDO 64 W 겟이다 캠페인〉 (1997년)
- 일본 생명 보험 〈모노노케 히메〉 협찬 고지 (1997년)
- 토레 〈콘택트 렌즈〉 (1997년)
- 메이지 제과 〈QUN〉 (1998년)
- 산토리
  - C.C.레몬 (1998년)
  - 더 프리미엄 몰츠 (2008년~2019년)[주 7]
  - 산토리 그룹 응원 CM (2011년)
- Panasonic (1998년)
- 쓰루야 백화점 오츄겐 (1999년)
- JT 〈GREEN'S〉 (1999년)
- 라이온 〈에메론 아쿠아 퓨어 샴푸〉 (2000년)
- 농림중앙금고 〈JA 은행·카드〉 이미지 캐릭터 (2000년~2002년)
- 모리나가 유업
  - 크래프트 필라델피아 크림 치즈 (2000년~2004년)
  - MOW (2011년~2013년)
  - PARM 초콜릿 (2017년~2018년)[37]
- 산쿄 〈새로운 루루 시리즈 (감기약)〉 (2001년~2003년)
- 카오
  - 비오레 클렌징 폼 (2001년~2002년)
  - 에센셜 데미지 케어 샴푸 (2003년~2004년)
- 마이크로소프트 재팬 〈엽서 스튜디오〉 (2002년)
- 아사히 음료 〈사라리〉 (2002년~2003년)
- JR 서일본 (2002년~2007년)
  - 삼도 이야기 (2002년)
  - DISCOVER WEST (2003년)
- 파이어니어 DVD'RECORDER 〈토라상이 움직이고 있다〉편 외 (2004년)
- 모리나가 제과
  - 쁘띠 몽블랑 (2004년)
  - 안시스 (2005년)
  - 조각 카카오 (2006년)
  - 루네스 (2006년)
- 시세이도
  - 프라우디아 리퀴드 파운데이션 UV (2005년)
  - 츠바키(TSUBAKI) (2006년~2011년) - 나카마 유키에, 스즈키 쿄카, 우에하라 타카코, 히로스에 료코, 미즈키 아리사, 다나카 레나, 아오이 유우와 공동 출연
  - 콜라겐 EX / UPDATE (2007년)
  - 엘릭시르(ELIXIR) (2010년~2014년)
- JOMO 서비스 스테이션(재팬에너지) (2006년~2009년) - 2007년부터 하세베 히토미와 공동 출연
- JX 닛코 일본 석유 에너지 〈ENEOS 서비스 스테이션〉 (2010년~2011년)
- 소니 에릭슨 〈유키사다 이사오 × SO903i 쇼콜라가 본 세계〉 (2007년) - 오오츠카 치히로, [와다 소코]], 후지모토 나나미와 공동 출연
- 온워드 〈anyFAM〉 (2007년)
- JTB 〈JTB 류〉 (2008년)
- 세이코 엡손 〈컬러리오〉 (2008년~2009년) - 오가타 켄(2008년), 야쿠쇼 코지(2009년)과 공동 출연
- 유니버설 뮤직 시바사키 코우 〈EUPHORIA〉 싱글 CM (2010년)
- 일본 크래프트 푸드 (現 몬데리즈·재팬) 〈리칼덴트·블루밍 그린 민트〉 (2011년~2015년)
- 로손 〈황금 치킨〉 (2013년~2014년) - 니시지마 히데토시와 공동 출연
- 산요 식품 - 모두 게키단 히토리, 테라다 코코로와 공동 출연
  - 삿포로 이치방 카레 라멘 (2015년~2020년)
  - 삿포로 이치방 된장라멘 / 소금라멘 (2016년~2020년)
  - 삿포로 이치방 잿날의 야키소바 (2016년)
  - 삿포로 이치방 간장 맛 (2016년)
- 에스에스 제약 〈이브 A·EX〉 (2015년~2017년)
- 캐논 〈EOS Kiss M〉 (2018년) - 쿠사나기 쓰요시의 반려견 쿠루미짱과 공동 출연[38]
- 크라시에 홀딩스 〈라메란스 바디워시〉 (2017년~2019년)
- 타이쇼 제약 〈ALFE〉 이미지 캐릭터 (2020년)

## 서적

### 사진집
- 다케우치 (1998년 10월, 분카샤) ISBN 978-4-8211-2232-5

### 에세이
- 니오이 페치 (2004년, 피아) ISBN 4-8356-0938-7
- 니오이 페치 2 칼로리 오프 (2006년, 피아) ISBN 4-8356-1616-2 - 표지 일러스트는 모두 에구치 히사시에 의한 신작.포토 에세이

### 포토 에세이
- 타비본 타히티 여행기 (2007년, SDP) ISBN 4-903620-12-3
- 다케우치 마르셰 마음에 닿는 맛있는 간식 102 (2011년, 분게이슌주) ISBN 4-16-374520-3

### 캘린더
- 다케우치 유코 오피셜 캘린더 2011.4.1→2012.3.31 (2011년, SDP)
- 다케우치 유코 오피셜 캘린더 2012.4.1→2013.3.31 (2012년, SDP)

## 음반

### CD
- 〈그저 바람은 불테니까 (ただ風は吹くから)〉 (1998년 9월 18일, 포니캐년)

## 수상 경력
| 연도   | 시상식                               | 부문                   | 작품                                          | 출처   |
| ------ | ------------------------------------ | ---------------------- | --------------------------------------------- | ------ |
| 2001년 | 제9회 하시다상                       | 신인상                 | 하얀 그림자, 백년의 이야기, 스타일!           |        |
| 2001년 | TV LIFE                              | 여우주연상             | 하얀 그림자, 데릴사위, 학교 선생님            |        |
| 2001년 | 제31회 더 텔레비전 드라마 아카데미상 | 여우조연상             | 학교 선생님                                   |        |
| 2002년 | 제26회 엘란도르상                    | 신인상                 | 빈칸                                          |        |
| 2002년 | 제34회 더 텔레비전 드라마 아카데미상 | 여우주연상             | 런치의 여왕                                   |        |
| 2002년 | 제6회 닛칸 스포츠 드라마 그랑프리    | 여우주연상             | 런치의 여왕                                   |        |
| 2003년 | 제27회 일본 아카데미상               | 우수 여우주연상        | 환생                                          |        |
| 2003년 | 제13회 일본 영화 비평가 대상         | 여우주연상             | 환생                                          |        |
| 2004년 | 제28회 일본 아카데미상               | 우수 여우주연상        | 지금, 만나러 갑니다                           |        |
| 2004년 | 제9회 일본 인터넷 영화 대상          | 여우주연상             | 지금, 만나러 갑니다                           |        |
| 2004년 | MovieWalker 시네마 대상              | 베스트 여배우 부문 1위 | 지금, 만나러 갑니다, 천국의 책방~연화         |        |
| 2004년 | 제22회 와카야마 시민 영화제          | 지금, 만나러 갑니다    |                                               |        |
| 2004년 | 제7회 닛칸 스포츠 드라마 그랑프리    | 여우주연상             | 프라이드                                      |        |
| 2005년 | 제29회 일본 아카데미상               | 우수 여우주연상        | 봄의 눈                                       |        |
| 2007년 | 제81회 키네마 준보 베스트 텐         | 여우주연상             | 사이드카의 개, 클로즈드 노트, 미드나이트 이글 |        |
| 2007년 | 제17회 일본 영화 비평가 대상         | 여우주연상             | 사이드카의 개                                 |        |
| 2007년 | 제20회 닛칸 스포츠 영화 대상         | 여우주연상             | 사이드카의 개                                 |        |
| 2007년 | 제31회 야마지 후미코 영화상          | 여우주연상             | 사이드카의 개                                 |        |
| 2007년 | 오사카 영화 기자 클럽 최고의 영화상  | 일본 영화 여우주연상   | 사이드카의 개                                 |        |
| 2014년 | 제38회 일본 아카데미상               | 여우조연상             | 이상한 곶 이야기                              | [ 39 ] |

### 내용주
1. 1 2 3 4 5  별책 보물섬 2551 「일본의 여배우 100명」 p.124.
2. ↑  다케우치는 전년도에 사쿠라이 아미의 원작의 영화 《이노센트 월드》에 출연했다.
3. ↑  개봉일 기준은 일본에서의 개봉일이다.
4. 1 2  아베 히로시와 공동 주연
5. ↑  시세이도가 제작 및 특별 협찬에 이름을 올리고 있으며, 시세이도 브랜드 〈TSUBAKI〉의 CM에 출연한 6명의 여배우들이 출연하고 있다.
6. 1 2  개봉·방송일자 기준은 일본에서의 공개일이다.
7. ↑  오추우겐 및 연말 시즌 만 기용됐지만, 〈카오루 프리미엄〉 연중 판매시에는 CM 캐릭터로 기용되고 있었다.

### 참조주
1. 1 2 3 4 5  “배우 다케우치 유코 씨 자살로 도쿄의 자택에서 사망”. 시사통신사. 2020년 9월 27일. 2020년 9월 29일에 원본 문서에서 보존된 문서. 2020년 10월 6일에 확인함.
2. 1 2 3 4 5  “다케우치 유코 씨 사망...소속사 「깜짝  슬픔에 현혹」”. 요미우리 신문. 2020년 9월 27일. 2020년 9월 29일에 원본 문서에서 보존된 문서. 2020년 10월 6일에 확인함.
3. 1 2 3  “여배우·다케우치 유코 씨 별세 집에서 실신해...”. 후지 뉴스 네트워크. 2020년 9월 27일. 2020년 9월 29일에 원본 문서에서 보존된 문서. 2020년 10월 6일에 확인함.
4. 1 2 3  “다케우치 유코가 결혼 사무 소의 후배 4세 연하 배우 나 카바야시 타이키와 장남 뒷바라지 「지켜야할 가족이 있었다」”. 스포니치. 2019년 2월 28일. 2019년 2월 28일에 확인함.
5. 1 2 3  “다케우치 유코 공식 웹사이트 -Yuko Takeuchi Official Web Site - 프로필”. 2020년 9월 22일에 원본 문서에서 보존된 문서. 2020년 9월 27일에 확인함.
6. ↑  “소식”. 스타더스트 프로모션. 2020년 9월 27일. 2020년 9월 27일에 원본 문서에서 보존된 문서. 2020년 9월 27일에 확인함.
7. ↑  Yahoo! Internet Guide：표지의 인물 보관됨 2016-09-16 - 웨이백 머신 Yahoo! Internet Guide 2001년 4월호
8. 1 2  “타케우치 유코 씨 95년 재무성의 CM으로 데뷔 / 약력”. 《닛칸스포츠》 (닛칸스포츠 신문사). 2020년 9월 27일. 2020년 9월 27일에 확인함.
9. 1 2 3 4  “급사의 타케우치 유코 씨 인기 드라마나 영화에 다수 출연 「아스카」 「하얀  그림자」 「프라이드」 「스트로베리 나이트」외”. 스포츠호치. 2020년 9월 27일. 2020년 9월 27일에 원본 문서에서 보존된 문서. 2020년 9월 27일에 확인함.
10. ↑  “다케우치 유코 미국 TV 드라마 「플래시 포워드」에 출연!”. 영화.com. 2009년 11월 11일. 2020년 9월 27일에 확인함.
11. ↑  “「그대와 함께라면」 다케우치 유코가 무대 첫 도전 「쌓은 제조감 좋아」”. 산케이디지털. 2014년 8월 16일. 2018년 9월 18일에 원본 문서에서 보존된 문서. 2018년 9월 18일에 확인함.
12. ↑  “일본 영화 3편! 도쿄 국제 영화제 경쟁 부문 16작품 결정”. SANSPO.COM. 2015년 9월 16일. 2015년 9월 16일에 확인함.
13. 1 2  “다케우치 유코, 히데요시의 측실·요도도노 역으로 대하 첫 출연 「영광」”. 오리콘. 2015년 9월 24일. 2015년 9월 24일에 확인함.
14. ↑  “다케우치 유코 주연 「미스 셜록」 전달 날짜 결정 타키토 켄이치 등 새로운 캐스트 6명 해금”. 영화나탈리. 2018년 2월 20일. 2018년 9월 19일에 확인함.
15. ↑  “나카무라 시도와 다케우치 유코가 이혼 성립! 양육권은 다케우치쪽에”. ORICON NEWS. 2008년 2월 29일. 2019년 8월 14일에 확인함.
16. ↑  “다케우치 유코가 제2남 임신! 나카바야시 타이키의 아이, 내년 2월 출산에”. sanspo.com. 2019년 8월 29일. 2019년 8월 29일에 확인함.
17. ↑  “다케우치 유코가 둘째 아이 남아 출산, 모자 모두 건강 이미  퇴원”. 《닛칸스포츠》 (닛칸스포츠). 2020년 2월 1일. 2020년 2월 1일에 확인함.
18. ↑  “다케우치 유코 씨, 구마모토 지진 피해 지역에 4년간 매월 기부...이달 10일에 입금되어 있어”. 스포츠호치. 2020년 9월 28일. 2021년 1월 1일에 확인함.
19. ↑  https://dot.asahi.com/wa/2020100700055.html?page=1
20. ↑  https://dot.asahi.com/wa/2020100200009.html?page=1
21. ↑  https://dot.asahi.com/wa/2020100600056.html?page=1
22. ↑  “11월인건가. 빠르다. : 칸지야 시호리 공식 블로그 「시호리 수다 공방」 powered by 아메바”. 주식회사 사이버 에이전트. 2010년 11월 2일. 2016년 3월 5일에 원본 문서에서 보존된 문서. 2015년 10월 26일에 확인함.
23. ↑  “타케우치 유코가 유일한 따르는 상대는 이모토 아야코와 이토록 사이가 좋다?”. 2020년 9월 27일에 확인함.[깨진 링크(과거 내용 찾기)]
24. ↑  “아베 사다오, 다케우치 유코 등 「기묘한 이야기」25주년 호화 콜라보”. 《스포츠호치》 (호치 신문사). 2015년 10월 21일. 2015년 10월 21일에 원본 문서에서 보존된 문서. 2015년 10월 21일에 확인함.
25. ↑  “다케우치 유코가 여성 사형수 역! 츠마부키 사토시와 16년만의 연속 드라마 출연”. 《더 텔레비젼》. 2018년 1월 25일. 2018년 1월 30일에 확인함.
26. ↑  “다케우치 유코가 스캔들 전문 변호사, 주연 드라마가 후지 TV에서 1월 시작”. 《영화 나탈리》 (나타샤). 2018년 11월 8일. 2018년 11월 8일에 확인함.
27. ↑  “다케우치 유코를 찾아라! 「포테이토 칩」에 엑스트라 출연”. 산케이 스포츠. 2013년 4월 3일에 원본 문서에서 보존된 문서. 2012년 6월 29일에 확인함.
28. ↑  “다케우치 유코, 영화 「포테이토 칩」에 엑스트라 출연 쌩얼 & 자기 부담 의상으로 분위기 봉인”. 《ORICON STYLE》 (주식회사oricon ME). 2012년 5월 12일. 2015년 10월 26일에 확인함.
29. ↑  “다케우치 유코 “지나치게 무서운 공포”에서 하시모토 아이와 첫 공동 출연! 나카무라 요시히로 감독은 5번째 태그”. 영화.com. 2015년 6월 20일. 2015년 6월 20일에 확인함.
30. ↑  “다케우치 유코 첫 사극 하오! 아베 사다오 & 마츠다 류헤이 등 호화 공동 출연진도”. 《SANSPO.COM》 (주식회사 산케이디지털). 2015년 11월 10일. 2015년 11월 10일에 확인함.
31. ↑  “니시지마 히데토시, 쿠로사와 키요시 감독과 10년만 4번째 팀! 걸작 미스터리 실사화에서 범죄 심리학자에”. 시네마투데이. 2015년 7월 29일. 2015년 7월 30일에 확인함.
32. ↑  “하마다 가쿠, 츠마부키 사토시, 다케우치 유코, 이시하라 사토미! 「결산! 츄신 구라」에 초호화 캐스팅 속속”. 《영화.com》. 2019년 3월 6일. 2019년 4월 3일에 확인함.
33. ↑  “오오타케 시노부는 「슬픔」 “첫 공동 출연”  타케우치 유코에 「감동했다」”. 스포니치. 2015년 4월 27일. 2015년 4월 27일에 확인함.
34. ↑  “다케우치 유코가 최초 “여성 버전” 홈즈! Hulu × HBO 공동 제작 드라마로 세계 진출”. 《Cinema Cafe》. 2017년 12월 1일. 2017년 12월 3일에 확인함.
35. ↑  “세계 우르룬 체재기 「소시지가 맛있는! 겨울의 알프스 마을에...다케우치 유코가 만난 (# 183)」 MBS 동영상 이즘”. 《dizm.mbs.jp》. 2020년 11월 10일에 확인함.
36. ↑  “다케우치 유코 「토코로 씨의 메가텐!」에서 내레이션 도전 「이득보는 기분」”. 《ORICON STYLE》. 2016년 9월 3일. 2016년 9월 3일에 확인함.
37. ↑  “타케우치 유코 씨 출연의 「PARM(파룸)」신 CM 「PARM (파룸)의 노래」편 3월 25일(토)부터 전국에서 방영”. 모리나가 유업. 2017년 3월 26일. 2017년 4월 28일에 확인함.
38. ↑  “EOS Kiss BRAND SITE”. 캐논. 2018년 5월 4일에 원본 문서에서 보존된 문서. 2018년 4월 26일에 확인함.
39. ↑  제38회 일본 아카데미상 최우수 발표!  일본 아카데미상 공식 사이트, 2015년 1월 15일에 확인.